# Trận tranh Lên/Xuống hạng J.League
Năm 2004, J. League đưa vào hai trận đấu gọi là Trận tranh Lên/Xuống hạng (入れ替え戦 irekae sen) giữa đội xếp thứ mười sáu J. League Hạng 1 (J1) và đội xếp thứ ba J.League Hạng 2 (J2). Đội thắng sẽ là đội thứ ba và cũng là tấm vé cuối cùng tham dự J1 mùa kế tiếp, hai chiếc vé trực tiếp trước thuộc về đội vô địch và á quân J2 mùa đó.

## Lịch sử
Trước 2004, suất lên và xuống hạng là chuyện của hai câu lạc bộ xếp cuối J1 (thứ 15 & 16) và hai đội xếp đầu J2 (thứ 1 &2). Cuối mùa 2004, J1 quyết định mở rộng từ 16 lên 18 câu lạc bộ. Do mở rộng, hai đội xếp đầu vẫn lên hạng bình thường từ J2 lên J1. Còn BTC tạo thêm một trận play-off mới giữa đội xếp thứ ba của J2 gặp đội xếp thứ 16 (thời điểm đó là đội cuối bảng) của J1 để tranh một suất dự J1 mùa 2005. Đó là nguyên nhân dẫn đến sự ra đời của Trận tranh Lên/Xuống hạng này. Sau khi mở rộng, giải đấu trở lại với quy tắc lên xuống hạng bình thường (đội thứ 17 & 18 ở J1 nhường chỗ cho đội thứ 1 & 2 của J2), nhưng Trận tranh Lên/Xuống hạng vẫn tiếp tục. Trận đấu cuối cùng diễn ra vào năm 2008, vào năm đó J2 sẽ có ít hơn 18 đội. Từ 2009, xuất lên và xuống hạng trực tiếp dành cho ba vị trí của mỗi hạng.
Khái niệm irekae-sen không có gì là mới; nó đã từng được sử dụng tại giải Japan Soccer League từ đầu, cho đến tận năm 1980, khi ấy hai đội xếp cuối của Hạng Nhất sẽ thi đấu play-off với đội vô địch và á quân của Giải bóng đá vô địch toàn Nhật Bản, từ năm 1972, là hai đội xếp đầu Hạng Hai. Sau năm 1980 chỉ có đội xếp áp chót thi đấu với đội á quân của Hạng Hai.
Năm 2012 irekae-sen lại được dùng để xác định đội chơi ở J2 và Japan Football League, nhưng chỉ áp dụng với các đội bóng JFL là Thành viên Liên kết J.League.

## Những câu lạc bộ được phép tham dự
Các câu lạc bộ J2 chỉ được phép tham dự trận playoff khi đáp ứng đầy đủ các tiêu chuẩn lên hạng của J1.
- Do đó nếu trong bình thường, đội xếp thứ 16 của J1 và đội xếp thứ ba của J2 (đều sử dụng bảng xếp hạng cuối mùa) sẽ gặp nhau.
- Trong trường hợp đội xếp thứ 3 không đáp ứng tiêu chuẩn lên hạng thì sẽ không diễn ra trận đấu.
- Nếu trong trường hơp một trong hai đội vô địch hoặc á quân J2 không đáp ứng được tiêu chuẩn của J1, trận đấu sẽ diễn ra giữa đội thứ 18 J1 và đội xếp thứ 3 J2
- Nếu cả đội vô địch và á quân không đáp ứng được yêu cầu thì đội xếp thứ 18 J1 sẽ gặp đội xếp thứ 3 J2.

Trên thực tế, các quy định nghiêm ngặt hơn được sử dụng đối với việc lên hạng từ JFL lên J2, những quy định này có thể được coi là chỉ mang tính thủ tục.

## Thể thức thi đấu
- Sẽ có hai trận đấu 90 phút được diễn ra. Trận đấu đầu tiên diễn ra trên sân nhà của câu lạc bộ J2, trận lượt về trên sân đội J1.
- Nếu hòa sau hai lượt trận, hiệp phụ vàpenalty sẽ được sử dụng.
- Nếu hòa trong hiệp phụ, luật bàn thắng vàng được dùng trong năm 2004; tuy nhiên, từ 2005 các câu lạc bộ phải thi hết thời gian hiệp phụ.
- Bắt đầu từ 2006, luật bàn thắng trên sân khách được áp dụng.

## Kết quả
| Năm  | Đội thứ 16 J.LEAGUE Hạng 1 | Score                                     | Đội thứ 3 J.LEAGUE Hạng 2 |
| ---- | -------------------------- | ----------------------------------------- | ------------------------- |
| 2004 | Kashiwa Reysol             | 2 - 0 2 - 0 4 - 0 tổng                    | Avispa Fukuoka            |
| 2005 | Kashiwa Reysol             | 1 - 2 2 - 6 3 - 8 tổng                    | Ventforet Kofu            |
| 2006 | Avispa Fukuoka             | 0 - 0 1 - 1 1 - 1 tổng (sân khách: 0 - 1) | Vissel Kobe               |
| 2007 | Sanfrecce Hiroshima        | 1 - 2 0 - 0 1 - 2 tổng                    | Kyoto Sanga               |
| 2008 | Júbilo Iwata               | 1 - 1 2 - 1 3 - 2 tổng                    | Vegalta Sendai            |